# 골짜기선

강의 골짜기선을 나타내는 그림

골짜기선 또는 탈웨그(thalweg 또는 talweg, /ˈtɑːlvɛɡ/)는 지리학, 수로학, 하천지형학에서 골짜기나 수로 내에서 가장 낮은 고도의 선 또는 곡선이다. 지도에서 수직 위치는 하천 프로필의 최저점(최대 깊이, 음향측심 기준)이다.
국제법에 따라 골짜기선은 대신 국가와 같은 실체 간의 경계에 대한 기본 법적 추정인 수로의 주요 항해 수로의 중간으로 간주된다. 골짜기선은 이전에 다소 변화한 위치, 새로운 음향에 의존하고 이제는 국제적으로 설명된 것처럼 더 고정된 것이 일부 관할권에서 수세기에 걸친 관습 및 관행의 일부이기 때문에 지역 소유권 및 행정적 중요성을 가질 수 있다. 일부 관할권과 일부 주 사이에서는 중앙선(강둑 간)이 하구에서 연장될 수 있는 선호되는 경계선 추정이다. 또한 지도 작성이 쉬우므로 "전환점"을 그리는 것은 세인트로렌스강-오대호 시스템과 같은 몇몇 주요 강에 대한 해결책이다.